# 한스 슈파이델
한스 슈파이델(Hans Speidel, 1897년 10월 28일, 메칭겐 ~ 1984년 11월 28일, 바트 호네프)은 제2차 세계 대전 중 독일의 장군이자 냉전 중 독일의 첫 북대서양 조약기구 (NATO) 사령관이다.

## 젊은 시절과 제2차 세계 대전
한스 슈파이델은 1897년, 독일의 메칭겐 (Metzingen)에서 삼림학자 에밀 슈파이델 (Emil Speidel)의 아들로 태어났다. 1914년, 제1차 세계 대전이 발발하면서 독일 육군에 입대하였고, 다음 해에 소위 (second lieutenant) 로 승진하였다. 플랑드르, 솜므, 캉브레에서 벌어진 전투에 참여하였으며, 1급 철십자장·2급 철십자장, 뷔르템베르크 군사공로훈장을 수여받았다.
독일 육군 장교 복무를 하면서 1928년 독일 베를린 훔볼트 대학교 행정학과를 나온 슈파이델은 전간기 (interwar period) 중에도 독일 육군에 머물렀으며, 제2차 세계 대전 직전에 중령 (lieutenant-colonel)으로 승진하였다. 제2차 세계 대전 발발과 동시에, 슈파이델의 사단은 지크프리트 선 (Siegfried Line) 에 배치되었고, 1940년 프랑스 공방전에 참여해, 프랑스가 항복한 후인 그 해 8월, 프랑스 주둔 독일군 사령부의 참모장이 되었다. 1941년, 대령으로 승진하였으며, 다음 해 동부 전선의 제5군단 참모장으로 자리를 옮겼다. 1943년, 소장으로 승진한 뒤, 남방집단군의 참모장이 되었으며, 1944년, 중장으로 승진하였다.

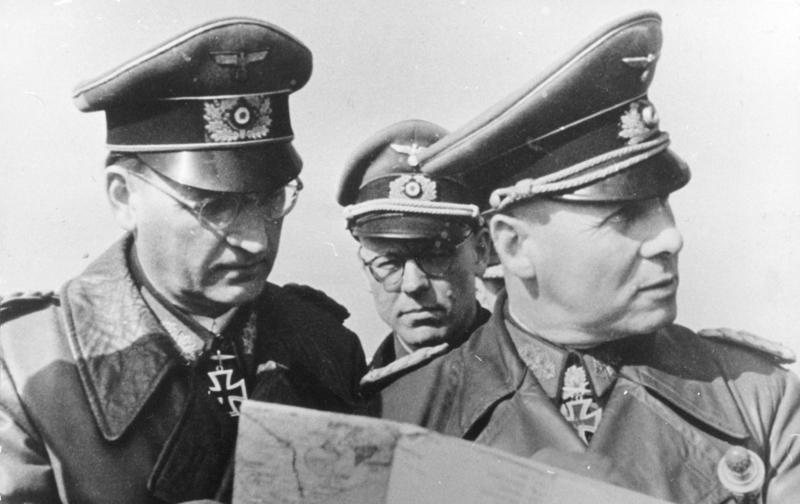
대서양 방벽을 시찰하는 슈파이델 (첫 번째) 과 에르빈 롬멜 원수 (세 번째) - 1944년 4월 18일

같은 해 4월, 서부 전선의 B군 집단 참모장에 임명되었고, B군 집단 사령관인 에르빈 롬멜 원수를 히틀러 암살 계획에 끌어들이려고 획책하였다. 롬멜이 부상을 당해 후임에 귄터 폰 클루게가 임명되자, 슈파이델은 클루게 역시 반 (反) 나치 저항 운동으로 이끌었다. 히틀러 암살 작전이 실패로 끝나고, 혐의가 있었던 클루게가 자살하면서, 1944년 9월, 슈파이델도 게슈타포에 체포되어 옥에 갇혔으나, 기소는 되지 않았다.

## 전후
전후, 프랑스군에 의해 독일 국방군의 감옥에서 석방되었다. 연합군에게 석방된 슈파이델은 학문의 길을 걸어, 제2차 세계 대전에 관한 책인 "Invasion 1944: Rommel and the Normandy Campaign"을 출판하고, 잠시 튀빙겐 대학교에서 현대사 교수를 지냈다. 1950년, 독일연방공화국 총리 콘라트 아데나워의 군사보좌관이 되었고, 다음 해에는 블랑크 기관 (독일어: Amt Blank, 독일 국방부의 전신) 에 들어가, 독일의 재군비 준비에 종사하였다. 1951년부터 1954년까지는 유럽 방위 공동체 결성 회의에서 독일연방공화국 대표를 맡았다.
1955년, 독일연방공화국의 재군비와 함께 국방부의 통합군 국장에 취임해, 독일 연방방위군의 중장이 되었다. 1957년에는 대장으로 승진하였으며, 1957년부터 1963년까지 북대서양 조약 기구 (NATO)의 중앙 유럽 연합지상군의 참모총장을 지냈다. 독일 연방방위군을 퇴역한 뒤, 독일 정책 재단의 국제안전보장연구소 총재로 뽑혔으며, 1972년 고향인 메칭겐에서 명예시민이 되었다. 1984년에 바트 호네프 (Bad Honnef)에서 세상을 떠났다.

## 참조
- 1813 bis 1924 - eine militärpolitische Untersuchung, Dissertation Universität Tübingen, 1925
- Invasion 1944. Ein Beitrag zu Rommels und des Reiches Schicksal, Wunderlich, Tübingen, 1949
- Aus unserer Zeit (Memoiren), 1977
- Die unzüchtige Theateraufführung: Eine strafrechtliche Abhandlung, Frankfurt am Main, 1930
- Zeitbetrachtungen: ausgewählte Reden, Mainz, 1969